# Puchar Kosowa w piłce nożnej mężczyzn
Puchar Kosowa w piłce nożnej mężczyzn (alb. Kupa e Kosovës në futboll) – cykliczne rozgrywki piłkarskie o charakterze pucharu krajowego w Kosowie, spornym terytorium na południu Serbii, które jednostronnie ogłosiło niepodległość. Zmagania organizowane co sezon przez Kosowski Związek Piłki Nożnej (FFK) i przeznaczone są dla krajowych klubów piłkarskich (zarówno amatorskich, jak i profesjonalnych). Triumfator danej edycji Pucharu otrzymuje prawo gry w kwalifikacjach Ligi Europy UEFA oraz Superpucharze Kosowa.

## Historia
Pierwsza edycja rozgrywek o Puchar Kosowa w piłce nożnej startowała w sezonie 1984/85. Wtedy Kosowo znajdowało się jako kraj autonomiczny w składzie Socjalistycznej Federacyjnej Republiki Jugosławii. Po upadku SFR Jugosławii w 1991 roku Kosowo pozostało w składzie FR Jugosławii. Przez władze jugosłowiańskie został zlikwidowana Federacja piłkarska, która powstała w 1946 roku jako pododdział Jugosłowiańskiej Federacji Piłki Nożnej w Prisztinie zwany Kosovski loptački podsavez. W sierpniu 1991 roku, po tym jak najlepszy klub Kosowa FC Prishtina przez brak gwarancji bezpieczeństwa piłkarzy zrezygnował z profesjonalnej pierwszej ligi Jugosławii, władze jugosłowiańskie zlikwidowały pododdział oraz wszystkie kosowskie kluby sportowe. Odpowiedź nastąpiła natychmiast - w 1991 roku została założona Federacja futbolu Kosowa (FFK), niezależna od Piłkarskiego Związku Jugosławii. Kosowskie kluby nadal uczestniczyły w rozgrywkach Mistrzostw i Pucharu FR Jugosławii prowadząc regionalne rozgrywki o mistrzostwo i puchar. Narastający konflikt etniczny doprowadził ostatecznie do wybuchu wojny domowej w Kosowie w latach 1998–1999. W rezultacie bombardowania Kosowo znalazło się pod tymczasowym zarządem ONZ. W 1999 roku został reaktywowany ponownie Kosowski Związek Piłki Nożnej (FFK). W sezonie 1999/2000 startowały oficjalne rozgrywki pod patronatem FFK o mistrzostwo i Puchar Kosowa. Kraj dalej znajdował się pod kontrolą ONZ. 17 lutego 2008 roku proklamowano niepodległość Kosowa. W 2016 rozgrywki zostały uznane przez UEFA.

## Format
Format rozgrywek był wiele razy zmieniany. W rozgrywkach uczestniczą 34 klubów występujących w Mistrzostwach Kosowa. Obecnie wszystkie rywalizacje od rundy pierwszej do finału rozgrywane są w jednym meczu (oprócz półfinałów, w których grano systemem każdy z każdym - mecz i rewanż). Zwycięzca kwalifikuje się do dalszych gier, a pokonany odpada z rywalizacji. W wypadku kiedy w regulaminowym czasie gry padł remis zarządza się dogrywkę, a jeśli i ona nie przyniosła rozstrzygnięcia, to dyktowane są rzuty karne. Od sezonu 2020/21 rozgrywki składają się z 7 etapów: rundy pierwszej i drugiej eliminacyjnej, 1/16 finału, 1/8 finału, ćwierćfinałów, półfinałów i finału. Mecz finałowy rozgrywany jest na różnych obiektach, choć zazwyczaj był to stadion Miejski w Prisztinie.

## Zwycięzcy i finaliści
Nieoficjalne
| 1945–1991 | Puchar SFR Jugosławii |

| Sezon                                          | K | K | T | Zwycięzca               | Wynik | Finalista | Data, miejsce | Br. | Król strzelców | Uwagi    |
| Puchar Kosowa (alb. Kupa e Kosovës në futboll) |   |   |   |                         |       |           |               |     |                |          |
| 1984/85                                        |   |   | 1 | KF Vëllaznimi Djakowica | ?:?   | ?         | ??.0?.1985, ? | ?   | ?              | ? klubów |
| 1985/86                                        |   |   | ? | ?                       | ?:?   | ?         | ??.0?.1986, ? | ?   | ?              | ? klubów |
| 1986/87                                        |   |   | 2 | KF Vëllaznimi Djakowica | ?:?   | ?         | ??.0?.1987, ? | ?   | ?              | ? klubów |
| 1987/88                                        |   |   | 3 | KF Vëllaznimi Djakowica | ?:?   | ?         | ??.0?.1988, ? | ?   | ?              | ? klubów |
| 1988/89                                        |   |   | ? | ?                       | ?:?   | ?         | ??.0?.1989, ? | ?   | ?              | ? klubów |
| 1989/90                                        |   |   | ? | ?                       | ?:?   | ?         | ??.0?.1990, ? | ?   | ?              | ? klubów |
| 1990/91                                        |   |   | ? | ?                       | ?:?   | ?         | ??.0?.1991, ? | ?   | ?              | ? klubów |

| 1991–1999 | Puchar FR Jugosławii |

| Sezon                                          | K | K | T | Zwycięzca            | Wynik   | Finalista       | Data, miejsce | Br. | Król strzelców | Uwagi                                 |
| Puchar Kosowa (alb. Kupa e Kosovës në futboll) |   |   |   |                      |         |                 |               |     |                |                                       |
| 1991/92                                        |   |   | 1 | Trepça Mitrowica     | ?:?     | ?               | ??.0?.1992, ? | ?   | ?              | ? klubów                              |
| 1992/93                                        |   |   | 1 | Flamurtari Prisztina | ?:?     | ?               | ??.0?.1993, ? | ?   | ?              | ? klubów                              |
| 1993/94                                        |   |   | 1 | KF Prishtina         | ?:?     | ?               | ??.0?.1994, ? | ?   | ?              | ? klubów                              |
| 1994/95                                        |   |   | 2 | KF Prishtina         | ?:?     | ?               | ??.0?.1995, ? | ?   | ?              | ? klubów                              |
| 1995/96                                        |   |   | 2 | Flamurtari Prisztina | 2:1     | Dukagjini Klina | 07.06.1996, ? | ?   | ?              | ? klubów                              |
| 1996/97                                        |   |   | 1 | 2 Korriku Prisztina  | 3:0 wo. | Drita Gnjilane  | ??.0?.1997, ? | ?   | ?              | ? klubów                              |
| 1997/1998                                      |   |   |   |                      |         |                 |               |     |                | zawieszone z powodu wojny domowej     |
| 1998/1999                                      |   |   |   |                      |         |                 |               |     |                | nie rozgrywane z powodu wojny domowej |

Oficjalne
| Sezon                                          | K | K | T | Zwycięzca              | Wynik          | Finalista              | Data, miejsce                                  | Br. | Król strzelców               | Uwagi      |
| Puchar Kosowa (alb. Kupa e Kosovës në futboll) |   |   |   |                        |                |                        |                                                |     |                              |            |
| 1999/00                                        |   |   | 1 | KF Gjilani             | 1:0            | Besiana Podujevo       | ??.0?.2000, ?                                  | ?   | ?                            | ? klubów   |
| 2000/01                                        |   |   | 1 | Drita Gnjilane         | 1:1 pd. k. 5:4 | KF Gjilani             | ??.0?.2001, ?                                  | ?   | ?                            | ? klubów   |
| 2001/02                                        |   |   | 1 | Besiana Podujevo       | 2:1            | KF Gjilani             | 09.05.2002, ?                                  | ?   | ?                            | ? klubów   |
| 2002/03                                        |   |   | 1 | KF KEK-u Obilić        | 3:1 pd.        | KF Prishtina           | 18.06.2003, ?                                  | ?   | ?                            | ? klubów   |
| 2003/04                                        |   |   | 1 | KF Kosova Prisztina    | 1:0 pd.        | Besa Peć               | 09.06.2004, ?                                  | ?   | ?                            | ? klubów   |
| 2004/05                                        |   |   | 1 | Besa Peć               | 3:2            | KEK-u Obilić           | 22.06.2005, ?                                  | ?   | ?                            | ? klubów   |
| 2005/06                                        |   |   | 3 | KF Prishtina           | 1:1 pd. k. 5:4 | Drenica Srbica         | 11.06.2006, ?                                  | ?   | ?                            | ? klubów   |
| 2006/07                                        |   |   | 1 | Liria Prizren          | 0:0 pd. k. 3:0 | Flamurtari Prisztina   | 30.05.2007, ?                                  | ?   | ?                            | ? klubów   |
| 2007/08                                        |   |   | 1 | Vëllaznimi Djakowica   | 2:0 pd.        | Trepça’89 Mitrowica    | 04.06.2008, ?                                  | ?   | ?                            | ? klubów   |
| 2008/09                                        |   |   | 1 | KF Hysi Podujevo       | 2:1            | KF Prishtina           | 10.06.2009, ?                                  | ?   | ?                            | ? klubów   |
| 2009/10                                        |   |   | 2 | Liria Prizren          | 2:1 pd.        | Vëllaznimi Djakowica   | 06.06.2010, ?                                  | ?   | ?                            | ? klubów   |
| 2010/11                                        |   |   | 2 | Besa Peć               | 2:1            | KF Prishtina           | ??.0?.2011, ?                                  | ?   | ?                            | ? klubów   |
| 2011/12                                        |   |   | 1 | KF Trepça’89 Mitrowica | 3:0            | KF Ferizaj             | ??.0?.2012, ?                                  | ?   | ?                            | ? klubów   |
| 2012/13                                        |   |   | 4 | KF Prishtina           | 1:1 pd. k. 4:3 | KF Ferizaj             | ??.0?.2013, ?                                  | ?   | ?                            | ? klubów   |
| 2013/14                                        |   |   | 1 | Feronikeli Glogovac    | 2:1            | KF Hajvalia            | 07.06.2014, Stadion Miejski, Prisztina         | ?   | ?                            | ? klubów   |
| 2014/15                                        |   |   | 2 | Feronikeli Glogovac    | 1:1 pd. k. 5:4 | Trepça’89 Mitrowica    | 14.06.2015, Stadion Miejski, Prisztina         | ?   | ?                            | ? klubów   |
| 2015/16                                        |   |   | 5 | KF Prishtina           | 2:1            | Drita Gnjilane         | 28.05.2016, Stadion Miejski, Prisztina         | ?   | ?                            | ? klubów   |
| 2016/17                                        |   |   | 3 | Besa Peć               | 1:1 pd. k. 4:2 | Llapi Podujevo         | 31.05.2017, Stadion im. Rizy Lushty, Mitrowica | ?   | ?                            | ? klubów   |
| 2017/18                                        |   |   | 6 | KF Prishtina           | 1:1 pd. k. 5:4 | Vëllaznimi Djakowica   | 27.05.2018, Stadion Olimpijski, Mitrowica      | ?   | ?                            | 106 klubów |
| 2018/19                                        |   |   | 3 | KF Feronikeli Glogovac | 5:1            | KF Trepça’89 Mitrowica | 24.05.2019, Stadion Miejski, Prisztina         | ?   | ?                            | 32 kluby   |
| 2019/20                                        |   |   | 7 | KF Prishtina           | 1:0            | KF Ballkani Suva Reka  | 29.07.2020, Stadion Miejski, Prisztina         | ?   | ?                            | 32 kluby   |
| 2020/21                                        |   |   | 1 | Llapi Podujevo         | 1:1 pd. k. 4:3 | Dukagjini Klina        | 12.05.2021, Stadion Miejski, Prisztina         | ?   | ?                            | 32 kluby   |
| 2021/22                                        |   |   | 2 | Llapi Podujevo         | 2:1            | KF Drita Gnjilane      | 26.05.2022, Stadion Miejski, Prisztina         | 3   | Enis Miranaj Erduan Ibrahimi | 34 kluby   |
| 2022/23                                        |   |   | 8 | KF Prishtina           | 2:0            | KF Gjilani             | 5.06.2023, Stadion Miejski, Prisztina          | 7   | Albert Dabiqaj               | 40 klubów  |

Uwagi:

- wytłuszczono nazwy zespołów, które w tym samym roku wywalczyły mistrzostwo i Puchar kraju,
- kursywą oznaczone zespoły, które w meczu finałowym nie występowały w najwyższej klasie rozgrywkowej.
- skreślono rozgrywki nieoficjalne.

## Statystyki

### Klasyfikacja według klubów
W dotychczasowej historii oficjalnych rozgrywek o Puchar Kosowa na podium oficjalnie stawało w sumie 21 drużyn. Liderem klasyfikacji jest KF Prishtina, który zdobył 8 Pucharów. 
| Lp. | Klub                  | Zdobywca | Finalista    | Zwycięskie sezony         |   |   |                                                                        |
| --- | --------------------- | -------- | ------------ | ------------------------- | - | - | ---------------------------------------------------------------------- |
| Lp. | Klub                  | 1.       | KF Prishtina | Zwycięskie sezony         | 8 | 3 | 1993/94, 1994/95, 2005/06, 2012/13, 2015/16, 2017/18, 2019/20, 2022/23 |
| 2.  | Besa Peć              | 3        | 1            | 2004/05, 2010/11, 2016/17 |   |   |                                                                        |
| 3.  | Feronikeli Glogovac   | 3        | 0            | 2013/14, 2014/15, 2018/19 |   |   |                                                                        |
| 4.  | Flamurtari Prisztina  | 2        | 1            | 1992/93, 1995/96          |   |   |                                                                        |
| 4.  | Llapi Podujevo        | 2        | 1            | 2020/21, 2021/22          |   |   |                                                                        |
| 6.  | Liria Prizren         | 2        | 0            | 2006/07, 2009/10          |   |   |                                                                        |
| 7.  | Trepça’89 Mitrowica   | 1        | 3            | 2011/12                   |   |   |                                                                        |
| 7.  | Drita Gnjilane        | 1        | 3            | 2000/01                   |   |   |                                                                        |
| 9.  | Vëllaznimi Djakowica  | 1        | 2            | 2007/08                   |   |   |                                                                        |
| 10. | KEK-u Obilić          | 1        | 1            | 2002/03                   |   |   |                                                                        |
| 10. | KF Gjilani            | 1        | 3            | 1999/00                   |   |   |                                                                        |
| 12. | 2 Korriku Prisztina   | 1        | 0            | 2001/02                   |   |   |                                                                        |
| 12. | Besiana Podujevo      | 1        | 0            | 2001/02                   |   |   |                                                                        |
| 12. | Kosova Prisztina      | 1        | 0            | 2003/04                   |   |   |                                                                        |
| 12. | Hysi Podujevo         | 1        | 0            | 2008/09                   |   |   |                                                                        |
| 12. | Trepça Mitrowica      | 1        | 0            | 1991/92                   |   |   |                                                                        |
| 17. | KF Ferizaj            | 0        | 2            |                           |   |   |                                                                        |
| 17. | Dukagjini Klina       | 0        | 2            |                           |   |   |                                                                        |
| 19. | Drenica Srbica        | 0        | 1            |                           |   |   |                                                                        |
| 19. | KF Hajvalia           | 0        | 1            |                           |   |   |                                                                        |
| 19. | KF Ballkani Suva Reka | 0        | 1            |                           |   |   |                                                                        |

### Klasyfikacja według miast
| Miasto    | Liczba tytułów | Drużyny                                                                                   |
| --------- | -------------- | ----------------------------------------------------------------------------------------- |
| Prisztina | 12             | KF Prishtina (8), Flamurtari Prisztina (2), 2 Korriku Prisztina (1), Kosova Prisztina (1) |
| Podujevo  | 4              | Llapi Podujevo (2), Besiana Podujevo (1), Hysi Podujevo (1)                               |
| Glogovac  | 3              | Feronikeli Glogovac (3)                                                                   |
| Peć       | 3              | Besa Peć (3)                                                                              |
| Gnjilane  | 2              | Drita Gnjilane (1), KF Gjilani (1)                                                        |
| Mitrowica | 2              | Trepça Mitrowica (1), Trepça’89 Mitrowica (1)                                             |
| Prizren   | 2              | Liria Prizren (2)                                                                         |
| Djakowica | 1              | Vëllaznimi Djakowica (1)                                                                  |
| Obilić    | 1              | KEK-u Obilić (1)                                                                          |